# دانیکا روئم
دانیکا روئم (به انگلیسی: Danica Roem) (زاده ۳۰ سپتامبر ۱۹۸۴) روزنامه‌نگار، سیاست‌مدار آمریکایی است.
او یک زن ترنس است.
او در سال ۲۰۱۷ در انتخابات مجلس ایالت ویرجینیا پیروز شد و توانست به مجلس ایالتی راه پیدا کند
او اولین فرد تراجنسی است که به مجلس ایالتی راه پیدا می کند.